# ISU Grand Prix w łyżwiarstwie figurowym 2018/2019
ISU Grand Prix w łyżwiarstwie figurowym 2018/2019 – 24. edycja zawodów w łyżwiarstwie figurowym. Zawodnicy podczas sezonu wystąpili w siedmiu zawodach cyklu rozgrywek. Rywalizacja rozpoczęła się w Everett 19 października, a zakończyła w kanadyjskim Vancouver finałem Grand Prix, który odbył się w dniach 6–9 grudnia 2018 roku.

## Kalendarium zawodów
| Lp. | Data                    | Miejsce   | Zawody                     | Źr. |
| --- | ----------------------- | --------- | -------------------------- | --- |
| 1   | 19–21 października 2018 | Everett   | Skate America              |     |
| 2   | 26–28 października 2018 | Laval     | Skate Canada International |     |
| 3   | 2–4 listopada 2018      | Helsinki  | Grand Prix Helsinki        |     |
| 4   | 9–11 listopada 2018     | Hiroszima | NHK Trophy                 |     |
| 5   | 16–18 listopada 2018    | Moskwa    | Rostelecom Cup             |     |
| 6   | 23–25 listopada 2018    | Grenoble  | Internationaux de France   |     |
| 7   | 6–9 grudnia 2018        | Vancouver | Finał Grand Prix           |     |

## Medaliści

### Soliści
| Zawody                     | 1. miejsce   | 2. miejsce           | 3. miejsce        | Źr.   |
| -------------------------- | ------------ | -------------------- | ----------------- | ----- |
| Skate America              | Nathan Chen  | Michal Březina       | Siergiej Woronow  | [ 2 ] |
| Skate Canada International | Shōma Uno    | Keegan Messing       | Cha Jun-hwan      | [ 3 ] |
| Grand Prix Helsinki        | Yuzuru Hanyū | Michal Březina       | Cha Jun-hwan      | [ 4 ] |
| NHK Trophy                 | Shōma Uno    | Siergiej Woronow     | Matteo Rizzo      | [ 5 ] |
| Rostelecom Cup             | Yuzuru Hanyū | Moris Kwitiełaszwili | Kazuki Tomono     | [ 6 ] |
| Internationaux de France   | Nathan Chen  | Jason Brown          | Aleksandr Samarin | [ 7 ] |
| Finał Grand Prix           | Nathan Chen  | Shōma Uno            | Cha Jun-hwan      | [ 8 ] |

### Solistki
| Zawody                     | 1. miejsce               | 2. miejsce               | 3. miejsce               | Źr.    |
| -------------------------- | ------------------------ | ------------------------ | ------------------------ | ------ |
| Skate America              | Satoko Miyahara          | Kaori Sakamoto           | Sofja Samodurowa         | [ 9 ]  |
| Skate Canada International | Jelizawieta Tuktamyszewa | Mako Yamashita           | Jewgienija Miedwiediewa  | [ 10 ] |
| Grand Prix Helsinki        | Alina Zagitowa           | Stanisława Konstantinowa | Kaori Sakamoto           | [ 11 ] |
| NHK Trophy                 | Rika Kihira              | Satoko Miyahara          | Jelizawieta Tuktamyszewa | [ 12 ] |
| Rostelecom Cup             | Alina Zagitowa           | Sofja Samodurowa         | Lim Eun-soo              | [ 13 ] |
| Internationaux de France   | Rika Kihira              | Mai Mihara               | Bradie Tennell           | [ 14 ] |
| Finał Grand Prix           | Rika Kihira              | Alina Zagitowa           | Jelizawieta Tuktamyszewa | [ 15 ] |

### Pary sportowe
| Zawody                     | 1. miejsce                             | 2. miejsce                           | 3. miejsce                              | Źr.    |
| -------------------------- | -------------------------------------- | ------------------------------------ | --------------------------------------- | ------ |
| Skate America              | Jewgienija Tarasowa / Władimir Morozow | Alisa Jefimowa / Aleksandr Korowin   | Ashley Cain / Timothy LeDuc             | [ 16 ] |
| Skate Canada International | Vanessa James / Morgan Ciprès          | Peng Cheng / Jin Yang                | Kirsten Moore-Towers / Michael Marinaro | [ 17 ] |
| Grand Prix Helsinki        | Natalja Zabijako / Aleksandr Enbiert   | Nicole Della Monica / Matteo Guarise | Darja Pawluczenko / Dienis Chodykin     | [ 18 ] |
| NHK Trophy                 | Natalja Zabijako / Aleksandr Enbiert   | Peng Cheng / Jin Yang                | Alexa Scimeca Knierim / Chris Knierim   | [ 19 ] |
| Rostelecom Cup             | Jewgienija Tarasowa / Władimir Morozow | Nicole Della Monica / Matteo Guarise | Darja Pawluczenko / Dienis Chodykin     | [ 20 ] |
| Internationaux de France   | Vanessa James / Morgan Ciprès          | Tarah Kayne / Danny O’Shea           | Aleksandra Bojkowa / Dmitrij Kozłowski  | [ 21 ] |
| Finał Grand Prix           | Vanessa James / Morgan Ciprès          | Peng Cheng / Jin Yang                | Jewgienija Tarasowa / Władimir Morozow  | [ 22 ] |

### Pary taneczne
| Zawody                     | 1. miejsce                              | 2. miejsce                            | 3. miejsce                               | Źr.    |
| -------------------------- | --------------------------------------- | ------------------------------------- | ---------------------------------------- | ------ |
| Skate America              | Madison Hubbell / Zachary Donohue       | Charlène Guignard / Marco Fabbri      | Tiffany Zahorski / Jonathan Guerreiro    | [ 23 ] |
| Skate Canada International | Madison Hubbell / Zachary Donohue       | Wiktorija Sinicyna / Nikita Kacałapow | Piper Gilles / Paul Poirier              | [ 24 ] |
| Grand Prix Helsinki        | Aleksandra Stiepanowa / Iwan Bukin      | Charlène Guignard / Marco Fabbri      | Lorraine McNamara / Quinn Carpenter      | [ 25 ] |
| NHK Trophy                 | Kaitlin Hawayek / Jean-Luc Baker        | Tiffany Zahorski / Jonathan Guerreiro | Rachel Parsons / Michael Parsons         | [ 26 ] |
| Rostelecom Cup             | Aleksandra Stiepanowa / Iwan Bukin      | Sara Hurtado / Kiriłł Chalawin        | Christina Carreira / Anthony Ponomarenko | [ 27 ] |
| Internationaux de France   | Gabriella Papadakis / Guillaume Cizeron | Wiktorija Sinicyna / Nikita Kacałapow | Piper Gilles / Paul Poirier              | [ 28 ] |
| Finał Grand Prix           | Madison Hubbell / Zachary Donohue       | Wiktorija Sinicyna / Nikita Kacałapow | Charlène Guignard / Marco Fabbri         | [ 29 ] |

## Klasyfikacje punktowe
Zobacz też: Zasady cyklu Grand Prix
| Miejsce w zawodach | Liczba punktów   | Liczba punktów              |
| Miejsce w zawodach | Soliści Solistki | Pary sportowe Pary taneczne |
| ------------------ | ---------------- | --------------------------- |
| 1.                 | 15               | 15                          |
| 2.                 | 13               | 13                          |
| 3.                 | 11               | 11                          |
| 4.                 | 9                | 9                           |
| 5.                 | 7                | 7                           |
| 6.                 | 5                | 5                           |
| 7.                 | 4                | —                           |
| 8.                 | 3                | —                           |

Z powodu kontuzji kostki 29 listopada 2018 roku z występu w finale Grand Prix wycofał się lider klasyfikacji Japończyk Yuzuru Hanyū. W jego miejsce powołano pierwszego zawodnika z listy rezerwowej, Kanadyjczyka Keegana Messinga.
| Poz.                                           | Zawodnik                                       | Punkty                                         |
| Miejsca 1–6: kwalifikacja do Finału Grand Prix | Miejsca 1–6: kwalifikacja do Finału Grand Prix | Miejsca 1–6: kwalifikacja do Finału Grand Prix |
| ---------------------------------------------- | ---------------------------------------------- | ---------------------------------------------- |
| 1                                              | Yuzuru Hanyū                                   | 30                                             |
| 2                                              | Shōma Uno                                      | 30                                             |
| 3                                              | Nathan Chen                                    | 30                                             |
| 4                                              | Michal Březina                                 | 26                                             |
| 5                                              | Siergiej Woronow                               | 24                                             |
| 6                                              | Cha Jun-hwan                                   | 22                                             |
| Miejsca 7–9: rezerwa do Finału Grand Prix      |                                                |                                                |
| 7                                              | Keegan Messing                                 | 20                                             |
| 8                                              | Aleksandr Samarin                              | 20                                             |
| 9                                              | Matteo Rizzo                                   | 20                                             |

| Poz.                                           | Zawodniczka                                    | Punkty                                         |
| Miejsca 1–6: kwalifikacja do Finału Grand Prix | Miejsca 1–6: kwalifikacja do Finału Grand Prix | Miejsca 1–6: kwalifikacja do Finału Grand Prix |
| ---------------------------------------------- | ---------------------------------------------- | ---------------------------------------------- |
| 1                                              | Alina Zagitowa                                 | 30                                             |
| 2                                              | Rika Kihira                                    | 30                                             |
| 3                                              | Satoko Miyahara                                | 28                                             |
| 4                                              | Jelizawieta Tuktamyszewa                       | 26                                             |
| 5                                              | Kaori Sakamoto                                 | 24                                             |
| 6                                              | Sofja Samodurowa                               | 24                                             |
| Miejsca 7–9: rezerwa do Finału Grand Prix      |                                                |                                                |
| 7                                              | Mai Mihara                                     | 20                                             |
| 8                                              | Stanisława Konstantinowa                       | 20                                             |
| 9                                              | Jewgienija Miedwiediewa                        | 20                                             |

| Poz.                                           | Zawodnicy                                      | Punkty                                         |
| Miejsca 1–6: kwalifikacja do Finału Grand Prix | Miejsca 1–6: kwalifikacja do Finału Grand Prix | Miejsca 1–6: kwalifikacja do Finału Grand Prix |
| ---------------------------------------------- | ---------------------------------------------- | ---------------------------------------------- |
| 1                                              | Vanessa James / Morgan Ciprès                  | 30                                             |
| 2                                              | Jewgienija Tarasowa / Władimir Morozow         | 30                                             |
| 3                                              | Natalja Zabijako / Aleksandr Enbiert           | 30                                             |
| 4                                              | Peng Cheng / Jin Yang                          | 26                                             |
| 5                                              | Nicole Della Monica / Matteo Guarise           | 26                                             |
| 6                                              | Darja Pawluczenko / Dienis Chodykin            | 22                                             |
| Miejsca 7–9: rezerwa do Finału Grand Prix      |                                                |                                                |
| 7                                              | Alisa Jefimowa / Aleksandr Korowin             | 20                                             |
| 8                                              | Tarah Kayne / Danny O’Shea                     | 20                                             |
| 9                                              | Kirsten Moore-Towers / Michael Marinaro        | 20                                             |

| Poz.                                           | Zawodnicy                                      | Punkty                                         |
| Miejsca 1–6: kwalifikacja do Finału Grand Prix | Miejsca 1–6: kwalifikacja do Finału Grand Prix | Miejsca 1–6: kwalifikacja do Finału Grand Prix |
| ---------------------------------------------- | ---------------------------------------------- | ---------------------------------------------- |
| 1                                              | Madison Hubbell / Zachary Donohue              | 30                                             |
| 2                                              | Aleksandra Stiepanowa / Iwan Bukin             | 30                                             |
| 3                                              | Wiktorija Sinicyna / Nikita Kacałapow          | 26                                             |
| 4                                              | Charlène Guignard / Marco Fabbri               | 26                                             |
| 5                                              | Kaitlin Hawayek / Jean-Luc Baker               | 24                                             |
| 6                                              | Tiffany Zahorski / Jonathan Guerreiro          | 24                                             |
| Miejsca 7–9: rezerwa do Finału Grand Prix      |                                                |                                                |
| 7                                              | Sara Hurtado / Kiriłł Chalawin                 | 22                                             |
| 8                                              | Piper Gilles / Paul Poirier                    | 22                                             |
| 9                                              | Lorraine McNamara / Quinn Carpenter            | 20                                             |